# ARBÖ KTM-Gebrüder Weiss/Saison 2010
Dieser Artikel listet Erfolge und Mannschaft des Radsportteams ARBÖ KTM-Gebrüder Weiss in der Saison 2010 auf.

## Saison 2010

### Erfolge in der Continental Tour
In der Saison 2010 wurden folgende Erfolge in der Continental Tour erzielt.
| Datum    | Rennen                                       | Kat. | Fahrer         |
| -------- | -------------------------------------------- | ---- | -------------- |
| 25. Juni | Slowenische Meisterschaft – Einzelzeitfahren | NC   | Gregor Gazvoda |
| 18. Juli | 2. Etappe Tour of Qinghai Lake               | 2.HC | Gregor Gazvoda |

### Zugänge – Abgänge
| Zugänge           | Team 2009            | Abgänge                        | Team 2010   |
| ----------------- | -------------------- | ------------------------------ | ----------- |
| Jakub Kratochvíla | CK Windoor’s Příbram | Jan Bárta                      | Team NetApp |
| Gregor Gazvoda    | EQA-Meitan Hompo     | Lukas Winter                   | Denzel Wien |
| Lars Pria         | Letua Cycling Team   | Lawrence Grün                  | NÖ Radunion |
| Philipp Grömer    | Neoprofi             | Sebastian Prengel (bis 31.08.) | Unbekannt   |
| Daniel Reiter     | Neoprofi             |                                |             |
| Philip Schinagl   | Neoprofi             |                                |             |

### Mannschaft
| Name                  | Geburtstag         | Nationalität |
| --------------------- | ------------------ | ------------ |
| Robert Gaßmeyer       | 1. Mai 1984        | Österreich   |
| Gregor Gazvoda        | 15. Oktober 1981   | Slowenien    |
| Philipp Grömer        | 29. Januar 1991    | Österreich   |
| Hannes Gründlinger    | 24. Juli 1977      | Österreich   |
| Thomas Hasibeder      | 25. August 1990    | Österreich   |
| Michael Knopf         | 18. Juni 1980      | Österreich   |
| Jakub Kratochvíla     | 26. August 1988    | Tschechien   |
| Josef Kugler          | 5. Februar 1984    | Österreich   |
| Petr Lechner          | 14. März 1984      | Tschechien   |
| Christian Pavitschitz | 24. September 1983 | Österreich   |
| Stefan Poll           | 28. Juli 1986      | Österreich   |
| Lars Pria             | 31. Januar 1983    | Rumänien     |
| Stefan Probst         | 29. August 1979    | Österreich   |
| Daniel Reiter         | 13. Juli 1991      | Österreich   |
| Philip Schinagl       | 9. August 1991     | Österreich   |
| Michael Singer        | 8. September 1988  | Österreich   |